# Danh sách đơn vị hành chính cấp hương của Quảng Tây

## Quảng Tây

### Nam Ninh
| Thành phố cấp địa khu Nam Ninh quản lí trực tiếp 12 đơn vị hành chính cấp huyện, bao gồm 7 quận và 5 huyện. Các đơn vị hành chính cấp huyện này được chia thành 127 đơn vị hành chính cấp hương, bao gồm 25 nhai đạo, 89 trấn, 10 hương và 3 hương dân tộc. | |
| Hưng Ninh | Nhai đạo |
| Hưng Ninh | Dân Sinh, Triêu Dương, Hưng Đông |
| Hưng Ninh | Trấn |
| Hưng Ninh | Tam Đường, Ngũ Đường, Côn Lôn |
| Thanh Tú | Nhai đạo |
| Thanh Tú | Tân Trúc, Trung Sơn, Kiến Chính, Nam Hồ, Tân Đầu |
| Thanh Tú | Trấn |
| Thanh Tú | Lưu Vu, Nam Dương, Linh Lỵ, Trường Đường |
| Giang Nam | Nhai đạo |
| Giang Nam | Phúc Kiến Viên, Giang Nam, Sa Tỉnh, Na Hồng, Kim Khải |
| Giang Nam | Trấn |
| Giang Nam | Ngô Vu, Tô Vu, Diên An, Giang Tây |
| Tây Hương Đường | Nhai đạo |
| Tây Hương Đường | Hành Dương, Bắc Hồ, Tây Hương Đường, An Cát, Hoa Cường, Tân Dương, Thượng Nghiêu, An Ninh, Thạch Phụ, Tâm Vu                                                      |
| Tây Hương Đường | Trấn |
| Tây Hương Đường | Kim Lăng, Song Định, Đàn Lạc |
| Lương Khánh | Nhai đạo |
| Lương Khánh | Đại Sa Điền, Ngọc Động |
| Lương Khánh | Trấn |
| Lương Khánh | Lương Khánh, Na Mã, Na Trần, Đại Đường, Nam Hiểu |
| Ung Ninh | Trấn |
| Ung Ninh | Bồ Miếu, Na Lâu, Tân Giang, Bách Tế, Trung Hòa |
| Vũ Minh | Trấn |
| Vũ Minh | Thành Sương, Thái Bình, Song Kiều, Ninh Vũ, La Vu, Tiên Hồ, Phủ Thành, Lục Oát, Lưỡng Giang, La Ba, Linh Mã, Cam Vu, Mã Đầu                                       |
| Long An | Trấn |
| Long An | Thành Sương, Nam Vu, Nhạn Giang, Na Đồng, Kiều Kiến, Đinh Đương                                                                                                   |
| Long An | Hương |
| Long An | Cổ Đàm, Đô Kết, Bố Tuyền, Bình Sơn |
| Mã Sơn | Trấn |
| Mã Sơn | Bạch Sơn, Bách Long Than, Lâm Vu, Cổ Linh, Kim Thoa, Chu Lộc, Vĩnh Châu                                                                                           |
| Mã Sơn | Hương |
| Mã Sơn | Kiều Lợi, Gia Phương |
| Mã Sơn | Hương dân tộc |
| Mã Sơn | Cổ Trại, Lý Đương |
| Thượng Lâm | Trấn |
| Thượng Lâm | Đại Phong, Minh Lượng, Hạng Hiền, Bạch Vu, Tam Lý, Kiều Hiền, Tây Yến                                                                                             |
| Thượng Lâm | Hương |
| Thượng Lâm | Trừng Thái, Mộc Sơn, Đường Hồng |
| Thượng Lâm | Hương dân tộc |
| Thượng Lâm | Trấn Vu |
| Tân Dương | Trấn |
| Tân Dương | Tân Châu, Lê Đường, Cam Đường, Tư Lũng, Tân Kiều, Tân Vu, Trâu Vu, Đại Kiều, Vũ Lăng, Trung Hoa, Cổ Lạt, Lộ Vu, Vương Linh, Hòa Cát, Dương Kiều, Trần Bình        |
| Hoành | Trấn |
| Hoành | Hoành Châu, Bách Hợp, Na Dương, Nam Hương, Tân Phúc, Liên Đường, Bình Mã, Loan Thành, Lục Cảnh, Thạch Đường, Đào Vu, Giáo Y, Vân Biểu, Mã Lĩnh, Mã Sơn, Bình Lãng |
| Hoành | Hương |
| Hoành | Trấn Long |

### Liễu Châu
| Thành phố cấp địa khu Liễu Châu quản lí trực tiếp 10 đơn vị hành chính cấp huyện, bao gồm 5 quận, 3 huyện và 2 huyện tự trị. Các đơn vị hành chính cấp huyện này được chia thành 118 đơn vị hành chính cấp hương, bao gồm 32 nhai đạo, 53 trấn, 27 hương và 6 hương dân tộc. | |
| Thành Trung | Nhai đạo |
| Thành Trung | Thành Trung, Công Viên, Trung Nam, Duyên Giang, Đàm Trung, Hà Đông, Tĩnh Lan                                     |
| Ngư Phong | Nhai đạo |
| Ngư Phong | Thiên Mã, Giá Hạc, Tiễn Bàn Sơn, Ngũ Lý Đình, Vinh Quân, Bạch Liên, Kỳ Lân, Dương Hòa                            |
| Ngư Phong | Trấn |
| Ngư Phong | Lạc Dung, Lạc Phụ, Bạch Sa, Lý Ung                                                                               |
| Liễu Nam | Nhai đạo |
| Liễu Nam | Hà Tây, Nam Trạm, Nga Sơn, Liễu Nam, Liễu Thạch, Ngân Sơn, Đàm Tây, Nam Hoàn                                     |
| Liễu Nam | Trấn |
| Liễu Nam | Thái Dương Thôn, Lạc Mãn, Lưu Sơn                                                                                |
| Liễu Bắc | Nhai đạo |
| Liễu Bắc | Giải Phóng, Nhã Nho, Thắng Lợi, Tước Nhi Sơn, Cương Thành, Cẩm Tú, Bạch Lộ, Dược Tiến, Liễu Trường               |
| Liễu Bắc | Trấn |
| Liễu Bắc | Thạch Bi Bình, Sa Đường, Trường Đường                                                                            |
| Liễu Giang | Trấn |
| Liễu Giang | Lạp Bảo, Bách Đằng, Thành Đoàn, Tam Đô, Lý Cao, Tiến Đức, Xuyên Sơn, Thổ Bác                                     |
| Liễu Thành | Trấn |
| Liễu Thành | Đại Bộ, Long Đầu, Thái Bình, Sa Bộ, Đông Tuyền, Phượng Sơn, Lục Đường, Trùng Mạch, Trại Long, Mã Sơn             |
| Liễu Thành | Hương |
| Liễu Thành | Xã Trùng |
| Liễu Thành | Hương dân tộc |
| Liễu Thành | Cổ Trại |
| Lộc Trại | Trấn |
| Lộc Trại | Lộc Trại, Trung Độ, Trại Sa, Bình Sơn, Hoàng Miện, Tứ Bài                                                        |
| Lộc Trại | Hương |
| Lộc Trại | Giang Khẩu, Đạo Giang, Lạp Câu                                                                                   |
| Dung An | Trấn |
| Dung An | Trường An, Phù Thạch, Tứ Đỉnh, Bản Lãm, Đại Tương, Đại Lương                                                     |
| Dung An | Hương |
| Dung An | Nhã Dao, Đại Pha, Đông Khởi, Sa Tử, Kiều Bản, Đàm Đầu                                                            |
| Dung Thủy | Trấn |
| Dung Thủy | Dung Thủy, Hòa Mục, Tam Phòng, Hoài Bảo, Động Đầu, Đại Lãng, Vĩnh Nhạc                                           |
| Dung Thủy | Hương |
| Dung Thủy | Tứ Vinh, Hương Phấn, An Thái, Uông Động, Can Động, An Thùy, Bạch Vân, Hồng Thủy, Củng Động, Lương Trại, Đại Niên |
| Dung Thủy | Hương dân tộc |
| Dung Thủy | Đồng Luyện, Cổn Bối                                                                                              |
| Tam Giang | Trấn |
| Tam Giang | Cổ Nghi, Đấu Giang, Đan Châu, Bát Giang, Lâm Khê, Độc Động                                                       |
| Tam Giang | Hương |
| Tam Giang | Mai Lâm, Dương Khê, Lương Khẩu, Lão Bảo, Hòa Bình, Trình Thôn                                                    |
| Tam Giang | Hương dân tộc |
| Tam Giang | Đồng Nhạc, Phú Lộc, Cao Cơ                                                                                       |

### Quế Lâm
| Thành phố cấp địa khu Quế Lâm quản lí 17 đơn vị hành chính cấp huyện, trong đó quản lí trực tiếp 6 quận, 8 huyện, 2 huyện tự trị và quản lí đại thể 1 thành phố cấp huyện. Các đơn vị hành chính cấp huyện này được chia thành 147 đơn vị hành chính cấp hương, bao gồm 13 nhai đạo, 88 trấn, 31 hương và 15 hương dân tộc. | |
| Tú Phong | Nhai đạo |
| Tú Phong | Tú Phong, Lệ Quân, Giáp Sơn |
| Điệp Thái | Nhai đạo |
| Điệp Thái | Điệp Thái, Bắc Môn |
| Điệp Thái | Hương |
| Điệp Thái | Đại Hà |
| Tượng Sơn | Nhai đạo |
| Tượng Sơn | Nam Môn, Tượng Sơn, Bình Sơn |
| Tượng Sơn | Hương |
| Tượng Sơn | Nhị Đường |
| Thất Tinh | Nhai đạo |
| Thất Tinh | Thất Tinh, Đông Giang, Xuyên Sơn, Li Đông |
| Thất Tinh | Hương |
| Thất Tinh | Triêu Dương |
| Nhạn Sơn | Nhai đạo |
| Nhạn Sơn | Lương Phong |
| Nhạn Sơn | Trấn |
| Nhạn Sơn | Nhạn Sơn, Chá Mộc |
| Nhạn Sơn | Hương |
| Nhạn Sơn | Đại Phụ |
| Nhạn Sơn | Hương dân tộc |
| Nhạn Sơn | Thảo Bình |
| Lâm Quế | Trấn |
| Lâm Quế | Lâm Quế, Lục Đường, Hội Tiên, Lưỡng Giang, Ngũ Thông, Tứ Đường, Nam Biên Sơn, Trung Dung, Trà Động                                                                      |
| Lâm Quế | Hương dân tộc |
| Lâm Quế | Uyển Điền, Hoàng Sa |
| Dương Sóc | Trấn |
| Dương Sóc | Dương Sóc, Bạch Sa, Phúc Lợi, Hưng Bình, Bồ Đào, Cao Điền |
| Dương Sóc | Hương |
| Dương Sóc | Kim Bảo, Phổ Ích, Dương Đê |
| Linh Xuyên | Trấn |
| Linh Xuyên | Linh Xuyên, Đại Vu, Định Giang, Tam Nhai, Đàm Hạ, Cửu Ốc, Linh Điền |
| Linh Xuyên | Hương |
| Linh Xuyên | Triều Điền, Hải Dương, Công Bình |
| Linh Xuyên | Hương dân tộc |
| Linh Xuyên | Đại Cảnh, Lan Điền |
| Toàn Châu | Trấn |
| Toàn Châu | Toàn Châu, Hoàng Sa Hà, Miếu Đầu, Văn Kiều, Đại Tây Giang, Long Thủy, Tài Loan, Thiệu Thủy, Thạch Đường, Hàm Thủy, Phượng Hoàng, An Hòa, Lưỡng Hà, Kiển Đường, Vĩnh Tuế |
| Toàn Châu | Hương |
| Toàn Châu | Bạch Bảo |
| Toàn Châu | Hương dân tộc |
| Toàn Châu | Tiêu Giang, Đông Sơn |
| Hưng An | Trấn |
| Hưng An | Hưng An, Tương Li, Giới Thủ, Cao Thượng, Nghiêm Quan, Dong Giang |
| Hưng An | Hương |
| Hưng An | Mạc Xuyên, Bạch Thạch, Thôi Gia |
| Hưng An | Hương dân tộc |
| Hưng An | Hoa Giang |
| Vĩnh Phúc | Trấn |
| Vĩnh Phúc | Vĩnh Phúc, La Cẩm, Bách Thọ, Tô Kiều, Tam Hoàng, Bảo Lý |
| Vĩnh Phúc | Hương |
| Vĩnh Phúc | Quảng Phúc, Vĩnh An, Long Giang |
| Quán Dương | Trấn |
| Quán Dương | Quán Dương, Hoàng Quan, Văn Thị, Tân Nhai, Tân Vu, Thủy Xa |
| Quán Dương | Hương |
| Quán Dương | Quan Âm Các |
| Quán Dương | Hương dân tộc |
| Quán Dương | Động Tỉnh, Tây Sơn |
| Tư Nguyên | Trấn |
| Tư Nguyên | Tư Nguyên, Trung Phong, Mai Khê |
| Tư Nguyên | Hương |
| Tư Nguyên | Qua Lý |
| Tư Nguyên | Hương dân tộc |
| Tư Nguyên | Xa Điền, Lưỡng Thủy, Hà Khẩu |
| Bình Lạc | Trấn |
| Bình Lạc | Bình Lạc, Nhị Đường, Sa Tử, Đồng An, Trương Gia, Nguyên Đầu |
| Bình Lạc | Hương |
| Bình Lạc | Dương An, Thanh Long, Kiều Đình |
| Bình Lạc | Hương dân tộc |
| Bình Lạc | Đại Phát |
| Long Thắng | Trấn |
| Long Thắng | Long Thắng, Biểu Lý, Tam Môn, Long Tích, Bình Đẳng, Nhạc Giang |
| Long Thắng | Hương |
| Long Thắng | Tứ Thủy, Giang Để, Mã Đê, Vĩ Giang |
| Cung Thành | Trấn |
| Cung Thành | Cung Thành, Lật Mộc, Liên Hoa, Gia Hội, Tây Lĩnh, Bình An |
| Cung Thành | Hương |
| Cung Thành | Tam Giang, Quan Âm, Long Hổ |
| Lệ Phố | Trấn |
| Lệ Phố | Lệ Thành, Đông Xương, Tân Bình, Đỗ Mạc, Thanh Sơn, Tu Nhân, Đại Đường, Hoa Trách, Song Giang, Mã Lĩnh                                                                   |
| Lệ Phố | Hương |
| Lệ Phố | Long Hoài, Trà Thành |
| Lệ Phố | Hương dân tộc |
| Lệ Phố | Bồ Lô |

### Ngô Châu
| Thành phố cấp địa khu Ngô Châu quản lí 7 đơn vị hành chính cấp huyện, trong đó quản lí trực tiếp 3 quận, 3 huyện và quản lí đại thể 1 thành phố cấp huyện. Các đơn vị hành chính cấp huyện này được chia thành 66 đơn vị hành chính cấp hương, bao gồm 8 nhai đạo, 53 trấn, 3 hương và 2 hương dân tộc. | |
| Vạn Tú | Nhai đạo |
| Vạn Tú | Giác Chủy, Đông Hưng, Phú Dân, Thành Nam, Thành Bắc                                                                                     |
| Vạn Tú | Trấn |
| Vạn Tú | Thành Đông, Long Hồ, Hạ Dĩnh |
| Trường Châu | Nhai đạo |
| Trường Châu | Đại Đường, Hưng Long, Hồng Lĩnh |
| Trường Châu | Trấn |
| Trường Châu | Trường Châu, Đảo Thủy |
| Long Vu | Trấn |
| Long Vu | Long Vu, Đại Pha, Quảng Bình, Tân Địa                                                                                                   |
| Thương Ngô | Trấn |
| Thương Ngô | Thạch Kiều, Sa Đầu, Lê Phụ, Lĩnh Cước, Kinh Nam, Sư Trại, Vượng Phủ, Lục Bảo, Mộc Song                                                  |
| Đằng | Trấn |
| Đằng | Kim Kê, Tân Khánh, Tượng Kỳ, Lĩnh Cảnh, Thiên Bình, Mông Giang, Hòa Bình, Thái Bình, Cổ Long, Đông Vinh, Đại Lê                         |
| Đằng | Hương |
| Đằng | Bình Phúc, Ninh Khang |
| Mông Sơn | Trấn |
| Mông Sơn | Mông Sơn, Tây Hà, Tân Vu, Văn Vu, Hoàng Thôn, Trần Đường                                                                                |
| Mông Sơn | Hương |
| Mông Sơn | Hán Hào |
| Mông Sơn | Hương dân tộc |
| Mông Sơn | Trường Bình, Hạ Nghi |
| Sầm Khê | Trấn |
| Sầm Khê | Sầm Thành, Mã Lộ, Nam Độ, Thủy Vấn, Đại Long, Lê Mộc, Đại Nghiệp, Cân Trúc, Thành Gián, Quy Nghĩa, Nhu Động, An Bình, Tam Bảo, Ba Đường |

### Bắc Hải
| Thành phố cấp địa khu Bắc Hải quản lí trực tiếp 4 đơn vị hành chính cấp huyện, bao gồm 3 quận và 1 huyện. Các đơn vị hành chính cấp huyện này được chia thành 30 đơn vị hành chính cấp hương, bao gồm 7 nhai đạo, 22 trấn và 1 hương. | |
| Hải Thành | Nhai đạo |
| Hải Thành | Trung Nhai, Đông Nhai, Tây Nhai, Hải Giác, Địa Giác, Cao Đức, Dịch Mã                                                                                |
| Hải Thành | Trấn |
| Hải Thành | Vi Châu |
| Ngân Hải | Trấn |
| Ngân Hải | Phúc Thành, Ngân Than, Bình Dương, Kiều Cảng |
| Thiết Sơn Cảng | Trấn |
| Thiết Sơn Cảng | Nam Khang, Doanh Bàn, Hưng Cảng |
| Hợp Phố | Trấn |
| Hợp Phố | Liêm Châu, Đảng Giang, Tây Tràng, Sa Cương, Ô Gia, Áp Khẩu, Công Quán, Bạch Sa, Sơn Khẩu, Sa Điền, Thạch Loan, Thạch Khang, Thường Nhạc, Tinh Đảo Hồ |
| Hợp Phố | Hương |
| Hợp Phố | Khúc Chương |

### Phòng Thành Cảng
| Thành phố cấp địa khu Phòng Thành Cảng quản lí 4 đơn vị hành chính cấp huyện, trong đó quản lí trực tiếp 2 quận, 1 huyện và quản lí đại thể 1 thành phố cấp huyện. Các đơn vị hành chính cấp huyện này được chia thành 30 đơn vị hành chính cấp hương, bao gồm 7 nhai đạo, 17 trấn, 4 hương và 2 hương dân tộc. |                                                                                 |
| Cảng Khẩu | Nhai đạo                                                                        |
| Cảng Khẩu | Ngư Châu Bình, Bạch Sa Vạn, Sa Đàm Giang, Vương Phủ                             |
| Cảng Khẩu | Trấn                                                                            |
| Cảng Khẩu | Xí Sa, Quang Pha                                                                |
| Phòng Thành | Nhai đạo                                                                        |
| Phòng Thành | Thủy Doanh, Châu Hà, Văn Xương                                                  |
| Phòng Thành | Trấn                                                                            |
| Phòng Thành | Đại Lục, Hoa Thạch, Na Toa, Na Lương, Động Trung, Giang Sơn, Mao Lĩnh, Phù Long |
| Phòng Thành | Hương                                                                           |
| Phòng Thành | Than Doanh                                                                      |
| Phòng Thành | Hương dân tộc                                                                   |
| Phòng Thành | Thập Vạn Sơn                                                                    |
| Thượng Tư | Trấn                                                                            |
| Thượng Tư | Tư Dương, Tại Diệu, Hoa Lan, Khiếu An                                           |
| Thượng Tư | Hương                                                                           |
| Thượng Tư | Bình Phúc, Na Cầm, Công Chính                                                   |
| Thượng Tư | Hương dân tộc                                                                   |
| Thượng Tư | Nam Bình                                                                        |
| Đông Hưng | Trấn                                                                            |
| Đông Hưng | Đông Hưng, Giang Bình, Mã Lộ                                                    |

### Khâm Châu
| Thành phố cấp địa khu Khâm Châu quản lí trực tiếp 4 đơn vị hành chính cấp huyện, bao gồm 2 quận và 2 huyện. Các đơn vị hành chính cấp huyện này được chia thành 66 đơn vị hành chính cấp hương, bao gồm 12 nhai đạo và 54 trấn. | |
| Khâm Nam | Nhai đạo |
| Khâm Nam | Hướng Dương, Thủy Đông, Văn Phong, Nam Châu, Tiêm Sơn |
| Khâm Nam | Trấn |
| Khâm Nam | Sa Phụ, Khang Hi Lĩnh, Hoàng Ốc Truân, Đại Phiên Pha, Long Môn Cảng, Cửu Long, Đông Tràng, Na Lệ, Na Bành, Na Tư, Tê Ngưu Cước                                        |
| Khâm Bắc | Nhai đạo |
| Khâm Bắc | Trường Điền, Hồng Đình, Tử Tài |
| Khâm Bắc | Trấn |
| Khâm Bắc | Đại Động, Bình Cát, Thanh Đường, Tiểu Đổng, Bản Thành, Na Mông, Trường Than, Tân Đường, Đại Trực, Đại Tự, Quý Đài                                                     |
| Linh Sơn | Nhai đạo |
| Linh Sơn | Linh Thành, Tam Hải |
| Linh Sơn | Trấn |
| Linh Sơn | Tân Vu, Phong Đường, Bình Sơn, Thạch Đường, Phật Tử, Bình Nam, Yên Đôn, Đàn Vu, Na Long, Tam Long, Lục Ốc, Cựu Châu, Thái Bình, Sa Bình, Vũ Lợi, Văn Lợi, Bá Lao      |
| Phố Bắc | Nhai đạo |
| Phố Bắc | Tiểu Giang, Giang Thành |
| Phố Bắc | Trấn |
| Phố Bắc | Tuyền Thủy, Thạch Dũng, An Thạch, Trương Hoàng, Đại Thành, Bạch Thạch Thủy, Bắc Thông, Tam Hợp, Long Môn, Phúc Vượng, Trại Vu, Nhạc Dân, Lục Hạn, Bình Mục, Quan Động |

### Quý Cảng
| Thành phố cấp địa khu Quý Cảng quản lí 5 đơn vị hành chính cấp huyện, trong đó quản lí trực tiếp 3 quận, 1 huyện và quản lí đại thể 1 thành phố cấp huyện. Các đơn vị hành chính cấp huyện này được chia thành 53 đơn vị hành chính cấp hương, bao gồm 7 nhai đạo, 34 trấn, 10 hương và 2 hương dân tộc. | |
| Cảng Bắc | Nhai đạo |
| Cảng Bắc | Quý Thành, Cảng Thành |
| Cảng Bắc | Trấn |
| Cảng Bắc | Đại Vu, Khánh Phong, Căn Trúc, Vũ Nhạc |
| Cảng Bắc | Hương |
| Cảng Bắc | Kỳ Thạch, Trung Lý |
| Cảng Nam | Nhai đạo |
| Cảng Nam | Giang Nam, Bát Đường |
| Cảng Nam | Trấn |
| Cảng Nam | Kiều Vu, Mộc Cách, Mộc Tử, Trạm Giang, Đông Tân, Tân Đường, Ngõa Đường |
| Đàm Đường | Nhai đạo |
| Đàm Đường | Đàm Đường |
| Đàm Đường | Trấn |
| Đàm Đường | Đông Long, Tam Lý, Hoàng Luyện, Thạch Tạp, Ngũ Lý, Chương Mộc, Mông Công |
| Đàm Đường | Hương |
| Đàm Đường | Sơn Bắc, Đại Lĩnh |
| Bình Nam | Nhai đạo |
| Bình Nam | Bình Nam, Thượng Độ |
| Bình Nam | Trấn |
| Bình Nam | Bình Sơn, Tự Diện, Lục Trần, Đại Tân, Đại An, Vũ Lâm, Đại Pha, Đại Châu, Trấn Long, An Hoài, Đan Trúc, Quan Thành, Tư Vượng, Đại Bằng, Đồng Hòa, Đông Hoa                                          |
| Bình Nam | Hương |
| Bình Nam | Tư Giới |
| Bình Nam | Hương dân tộc |
| Bình Nam | Quốc An, Mã Luyện |
| Quế Bình | Trấn |
| Quế Bình | Mộc Lạc, Mộc Khuê, Thạch Trớ, Du Ma, Xã Pha, La Tú, Ma Động, Xã Bộ, Hạ Loan, Mộc Căn, Trung Sa, Đại Dương, Đại Loan, Bạch Sa, Thạch Long, Mông Vu, Tây Sơn, Nam Mộc, Giang Khẩu, Kim Điền, Tử Kinh |
| Quế Bình | Hương |
| Quế Bình | Mã Bì, Tầm Vượng, La Bá, Hậu Lộc, Động Tâm |

### Ngọc Lâm
| Thành phố cấp địa khu Ngọc Lâm quản lí 7 đơn vị hành chính cấp huyện, trong đó quản lí trực tiếp 2 quận, 4 huyện và quản lí đại thể 1 thành phố cấp huyện. Các đơn vị hành chính cấp huyện này được chia thành 110 đơn vị hành chính cấp hương, bao gồm 8 nhai đạo và 102 trấn. | |
| Ngọc Châu | Nhai đạo |
| Ngọc Châu | Ngọc Thành, Nam Giang, Thành Tây, Thành Bắc, Danh Sơn |
| Ngọc Châu | Trấn |
| Ngọc Châu | Đại Đường, Mậu Lâm, Nhân Đông, Nhân Hậu |
| Phúc Miên | Trấn |
| Phúc Miên | Phúc Miên, Thành Quân, Chương Mộc, Tân Kiều, Sa Điền, Thạch Hòa |
| Dung | Trấn |
| Dung | Dung Châu, Dương Mai, Linh Sơn, Lục Vương, Lê Thôn, Dương Thôn, Huyền Để, Tự Lương, Tùng Sơn, La Giang, Thạch Đầu, Thạch Trại, Thập Lý, Dung Tây, Lãng Thủy |
| Lục Xuyên | Trấn |
| Lục Xuyên | Ôn Tuyền, Mễ Tràng, Mã Pha, San La, Bình Nhạc, Sa Pha, Đại Kiều, Ô Thạch, Lương Điền, Thanh Hồ, Cổ Thành, Sa Hồ, Hoành Sơn, Than Diện |
| Bác Bạch | Trấn |
| Bác Bạch | Bác Bạch, Song Phượng, Đốn Cốc, Thủy Minh, Na Lâm, Giang Ninh, Tam Than, Hoàng Lăng, Á Sơn, Vượng Mậu, Đông Bình, Sa Hà, Lăng Giác, Tân Điền, Phượng Sơn, Ninh Đàm, Văn Địa, Anh Kiều, Na Bặc, Đại Động, Sa Pha, Song Vượng, Tùng Vượng, Long Đàm, Đại Bá, Vĩnh An, Kính Khẩu, Lãng Bình |
| Hưng Nghiệp | Trấn |
| Hưng Nghiệp | Thạch Nam, Đại Bình Sơn, Quỳ Dương, Thành Hoàng, Sơn Tâm, Sa Đường, Bồ Đường, Bắc Thị, Long An, Cao Phong, Tiểu Bình Sơn, Mại Tửu, Lạc Dương |
| Bắc Lưu | Nhai đạo |
| Bắc Lưu | Lăng Thành, Thành Nam, Thành Bắc |
| Bắc Lưu | Trấn |
| Bắc Lưu | Bắc Lưu, Tân Vinh, Dân An, Sơn Vi, Dân Nhạc, Tây Lãng, Tân Vu, Đại Lý, Đường Ngạn, Thanh Thủy Khẩu, Long Thịnh, Đại Pha Ngoại, Lục Ma, Tân Phong, Sa Động, Bình Chính, Bạch Mã, Đại Luân, Phù Tân, Lục Tĩnh, Thạch Oa, Thanh Loan                                                        |

### Bách Sắc
| Thành phố cấp địa khu Bách Sắc quản lí 12 đơn vị hành chính cấp huyện, trong đó quản lí trực tiếp 2 quận, 7 huyện, 1 huyện tự trị và quản lí đại thể 2 thành phố cấp huyện. Các đơn vị hành chính cấp huyện này được chia thành 135 đơn vị hành chính cấp hương, bao gồm 2 nhai đạo, 75 trấn, 45 hương và 13 hương dân tộc. | |
| Hữu Giang | Nhai đạo                                                                                                  |
| Hữu Giang | Bách Thành, Long Cảnh                                                                                     |
| Hữu Giang | Trấn |
| Hữu Giang | Dương Vu, Tứ Đường, Long Xuyên, Vĩnh Nhạc                                                                 |
| Hữu Giang | Hương |
| Hữu Giang | Đại Lăng, Phán Thủy                                                                                       |
| Hữu Giang | Hương dân tộc                                                                                             |
| Hữu Giang | Uông Điện                                                                                                 |
| Điền Dương | Trấn |
| Điền Dương | Điền Châu, Na Pha, Pha Hồng, Na Mãn, Bách Dục, Ngọc Phượng, Đầu Đường, Ngũ Thôn, Động Tĩnh                |
| Điền Dương | Hương |
| Điền Dương | Ba Biệt                                                                                                   |
| Điền Đông | Trấn |
| Điền Đông | Bình Mã, Tường Chu, Lâm Phùng, Tư Lâm, Ấn Trà, Giang Thành, Sóc Lương, Nghĩa Vu, Na Bạt                   |
| Điền Đông | Hương dân tộc                                                                                             |
| Điền Đông | Tác Dăng                                                                                                  |
| Đức Bảo | Trấn |
| Đức Bảo | Thành Quan, Túc Vinh, Long Tang, Kính Đức, Mã Ải, Đông Lăng, Na Giáp                                      |
| Đức Bảo | Hương |
| Đức Bảo | Đô An, Vinh Hoa, Yến Động, Long Quang, Ba Đầu                                                             |
| Na Pha | Trấn |
| Na Pha | Thành Sương, Bình Mạnh, Long Hợp                                                                          |
| Na Pha | Hương |
| Na Pha | Pha Hà, Đức Long, Bách Hợp, Bách Nam, Bách Tỉnh, Bách Đô                                                  |
| Lăng Vân | Trấn |
| Lăng Vân | Tứ Thành, La Lâu, Gia Vưu, Hạ Giáp                                                                        |
| Lăng Vân | Hương dân tộc                                                                                             |
| Lăng Vân | Linh Trạm, Triêu Lý, Sa Lý, Ngọc Hồng                                                                     |
| Lạc Nghiệp | Trấn |
| Lạc Nghiệp | Đồng Lạc, Cam Điền, Tân Hóa, Hoa Bình                                                                     |
| Lạc Nghiệp | Hương |
| Lạc Nghiệp | La Sa, La Tây, Ấu Bình, Nhã Trường                                                                        |
| Điền Lâm | Trấn |
| Điền Lâm | Nhạc Lý, Cựu Châu, Định An, Lục Long, Lãng Bình                                                           |
| Điền Lâm | Hương |
| Điền Lâm | Bình Đường, Na Bỉ, Cao Long, Bách Nhạc, Giả Miêu                                                          |
| Điền Lâm | Hương dân tộc                                                                                             |
| Điền Lâm | Lộ Thành, Lợi Chu, Bát Quế, Bát Độ                                                                        |
| Tây Lâm | Trấn |
| Tây Lâm | Bát Đạt, Cổ Chướng, Na Lao, Mã Bạng                                                                       |
| Tây Lâm | Hương |
| Tây Lâm | Tây Bình                                                                                                  |
| Tây Lâm | Hương dân tộc                                                                                             |
| Tây Lâm | Phổ Hợp, Na Tá, Túc Biệt                                                                                  |
| Long Lâm | Trấn |
| Long Lâm | Tân Châu, Nha Xoa, Thiên Sinh Kiều, Bình Ban, Đức Nga, Long Hoặc                                          |
| Long Lâm | Hương |
| Long Lâm | Sa Lê, Giả Bảo, Giả Lãng, Cách Bộ, Kim Chung Sơn, Trư Tràng, Xà Tràng, Khắc Trường, Nham Trà, Giới Đình   |
| Tĩnh Tây | Trấn |
| Tĩnh Tây | Tân Tĩnh, Hóa Động, Hồ Nhuận, An Đức, Long Lâm, Cừ Dương, Nhạc Vu, Long Bang, Lộc Động, Vũ Bình, Địa Châu |
| Tĩnh Tây | Hương |
| Tĩnh Tây | Đồng Đức, Nhâm Trang, An Ninh, Nam Pha, Thôn Bàn, Quả Nhạc, Tân Giáp, Khôi Vu                             |
| Bình Quả | Trấn |
| Bình Quả | Mã Đầu, Tân An, Quả Hóa, Thái Bình, Pha Tạo, Tứ Đường, Cựu Thành, Bảng Vu, Phượng Ngô                     |
| Bình Quả | Hương |
| Bình Quả | Hải Thành, Lê Minh, Đồng Lão                                                                              |

### Hạ Châu
| Thành phố cấp địa khu Hạ Châu quản lí trực tiếp 5 đơn vị hành chính cấp huyện, bao gồm 2 quận, 2 huyện và 1 huyện tự trị. Các đơn vị hành chính cấp huyện này được chia thành 61 đơn vị hành chính cấp hương, bao gồm 4 nhai đạo, 48 trấn, 5 hương và 4 hương dân tộc. | |
| Bát Bộ | Nhai đạo |
| Bát Bộ | Bát Bộ, Thành Đông, Giang Nam                                                                                          |
| Bát Bộ | Trấn |
| Bát Bộ | Hạ Nhai, Bộ Đầu, Liên Đường, Đại Ninh, Nam Hương, Quế Lĩnh, Khai Sơn, Lý Tùng, Tín Đô, Linh Phong, Nhân Nghĩa, Phô Môn |
| Bát Bộ | Hương dân tộc |
| Bát Bộ | Hoàng Động |
| Bình Quế | Nhai đạo |
| Bình Quế | Tây Loan |
| Bình Quế | Trấn |
| Bình Quế | Hoàng Điền, Sa Điền, Công Hội, Thủy Khẩu, Vọng Cao, Dương Đầu                                                          |
| Bình Quế | Hương dân tộc |
| Bình Quế | Đại Bình |
| Chiêu Bình | Trấn |
| Chiêu Bình | Chiêu Bình, Văn Trúc, Hoàng Diêu, Phú La, Bắc Đà, Mã Giang, Ngũ Tương, Tẩu Mã, Chương Mộc Lâm                          |
| Chiêu Bình | Hương |
| Chiêu Bình | Phượng Hoàng, Mộc Cách                                                                                                 |
| Chiêu Bình | Hương dân tộc |
| Chiêu Bình | Tiên Hồi |
| Chung Sơn | Trấn |
| Chung Sơn | Chung Sơn, Hồi Long, Thạch Long, Phượng Tường, San Hô, Đồng Cổ, Công An, Thanh Đường, Yến Đường, Hồng Hoa              |
| Chung Sơn | Hương dân tộc |
| Chung Sơn | Hoa Sơn, Lưỡng An |
| Phú Xuyên | Trấn |
| Phú Xuyên | Phú Dương, Bạch Sa, Liên Sơn, Cổ Thành, Phúc Lợi, Mạch Lĩnh, Cát Pha, Thành Bắc, Triêu Đông                            |
| Phú Xuyên | Hương |
| Phú Xuyên | Tân Hoa, Thạch Gia, Liễu Gia                                                                                           |

### Hà Trì
| Thành phố cấp địa khu Hà Trì quản lí trực tiếp 11 đơn vị hành chính cấp huyện, bao gồm 2 quận, 4 huyện và 5 huyện tự trị. Các đơn vị hành chính cấp huyện này được chia thành 139 đơn vị hành chính cấp hương, bao gồm 1 nhai đạo, 65 trấn, 62 hương và 11 hương dân tộc. | |
| Kim Thành Giang | Nhai đạo |
| Kim Thành Giang | Kim Thành Giang |
| Kim Thành Giang | Trấn |
| Kim Thành Giang | Đông Giang, Lục Vu, Lục Giáp, Hà Trì, Bạt Cống, Cửu Vu, Ngũ Vu                                                         |
| Kim Thành Giang | Hương |
| Kim Thành Giang | Bạch Thổ, Trắc Lĩnh, Bảo Bình, Trường Lão                                                                              |
| Nghi Châu | Trấn |
| Nghi Châu | Khánh Viễn, Tam Xóa, Lạc Tây, Hoài Viễn, Đức Thắng, Thạch Biệt, Bắc Sơn, Lưu Tam Tả, Lạc Đông                          |
| Nghi Châu | Hương |
| Nghi Châu | Tường Bối, Bình Nam, Đồng Đức, An Mã, Long Đầu                                                                         |
| Nghi Châu | Hương dân tộc |
| Nghi Châu | Phúc Long, Bắc Nha |
| Nam Đan | Trấn |
| Nam Đan | Thành Quan, Đại Hán, Xa Hà, Mang Tràng, Lục Trại, Nguyệt Lý, Ngô Ải, La Phú                                            |
| Nam Đan | Hương dân tộc |
| Nam Đan | Trung Bảo, Bát Vu, Lý Hồ                                                                                               |
| Thiên Nga | Trấn |
| Thiên Nga | Lục Bài, Hướng Dương                                                                                                   |
| Thiên Nga | Hương |
| Thiên Nga | Bát Mộ, Nạp Trực, Canh Tân, Hạ Lão, Pha Kết, Tam Bảo                                                                   |
| Thiên Nga | Hương dân tộc |
| Thiên Nga | Bát Tịch |
| Phượng Sơn | Trấn |
| Phượng Sơn | Phượng Thành, Trường Châu, Tam Môn Hải                                                                                 |
| Phượng Sơn | Hương |
| Phượng Sơn | Trại Nha, Kiều Âm, Trung Đình                                                                                          |
| Phượng Sơn | Hương dân tộc |
| Phượng Sơn | Kim Nha, Bình Nhạc, Giang Châu                                                                                         |
| Đông Lan | Trấn |
| Đông Lan | Đông Lan, Ải Động, Trường Nhạc, Tam Thạch, Vũ Triện, Trường Giang                                                      |
| Đông Lan | Hương |
| Đông Lan | Tứ Mạnh, Lan Mộc, Ba Trù, Kim Cốc, Đại Đồng, Hoa Hương, Thiết Học                                                      |
| Đông Lan | Hương dân tộc |
| Đông Lan | Tam Lộng |
| La Thành | Trấn |
| La Thành | Đông Môn, Long Ngạn, Hoàng Kim, Tiểu Trường An, Tứ Bả, Thiên Hà, Hoài Quần                                             |
| La Thành | Hương |
| La Thành | Bảo Đàn, Kiều Thiện, Nạp Ông, Kiêm Ái                                                                                  |
| Hoàn Giang | Trấn |
| Hoàn Giang | Tư Ân, Thủy Nguyên, Lạc Dương, Xuyên Sơn, Minh Luân, Đông Hưng                                                         |
| Hoàn Giang | Hương |
| Hoàn Giang | Đại Tài, Hạ Nam, Đại An, Trường Mỹ, Long Nham                                                                          |
| Hoàn Giang | Hương dân tộc |
| Hoàn Giang | Tuần Nhạc |
| Ba Mã | Trấn |
| Ba Mã | Ba Mã, Giáp Triện, Yến Động                                                                                            |
| Ba Mã | Hương |
| Ba Mã | Na Xã, Sở Lược, Tây Sơn, Đông Sơn, Phượng Hoàng, Bách Lâm, Na Đào                                                      |
| Đô An | Trấn |
| Đô An | An Dương, Cao Lĩnh, Địa Tô, Hạ Ao, Lạp Liệt, Bách Vượng, Trừng Giang, Đại Hưng, Lạp Nhân, Vĩnh An                      |
| Đô An | Hương |
| Đô An | Đông Miếu, Long Phúc, Bảo An, Bản Lĩnh, Tam Chích Dương, Long Loan, Tinh Thịnh, Gia Quý, Cửu Độ                        |
| Đại Hóa | Trấn |
| Đại Hóa | Đại Hóa, Đô Dương, Nham Than, Bắc Cảnh                                                                                 |
| Đại Hóa | Hương |
| Đại Hóa | Cộng Hòa, Cống Xuyên, Bách Mã, Cổ Hà, Cổ Văn, Giang Nam, Khương Vu, Ất Vu, Bản Thăng, Thất Bách Lộng, Nhã Long, Lục Dã |

### Lai Tân
| Thành phố cấp địa khu Lai Tân quản lí 6 đơn vị hành chính cấp huyện, trong đó quản lí trực tiếp 1 quận, 3 huyện, 1 huyện tự trị và quản lí đại thể 1 thành phố cấp huyện. Các đơn vị hành chính cấp huyện này được chia thành 70 đơn vị hành chính cấp hương, bao gồm 4 nhai đạo, 45 trấn và 21 hương. | |
| Hưng Tân | Nhai đạo |
| Hưng Tân | Thành Đông, Thành Bắc, Hà Tây, Lai Hoa |
| Hưng Tân | Trấn |
| Hưng Tân | Phượng Hoàng, Lương Giang, Tiểu Bình Dương, Thiên Giang, Thạch Lăng, Bình Dương, Mông Thôn, Đại Loan, Kiều Củng, Tự Sơn, Thành Sương, Tam Ngũ, Đào Đặng, Thạch Nha, Ngũ Sơn, Lương Đường |
| Hưng Tân | Hương |
| Hưng Tân | Thất Động, Nam Tứ, Cao An, Chính Long |
| Hân Thành | Trấn |
| Hân Thành | Thành Quan, Đại Đường, Tư Luyện, Hồng Độ, Cổ Bồng, Quả Toại |
| Hân Thành | Hương |
| Hân Thành | Mã Tứ, Âu Động, An Đông, Tân Vu, Toại Ý, Bắc Canh |
| Tượng Châu | Trấn |
| Tượng Châu | Tượng Châu, Thạch Long, Vận Giang, Tự Thôn, Trung Bình, La Tú, Đại Nhạc, Mã Bình |
| Tượng Châu | Hương |
| Tượng Châu | Diệu Hoàng, Bách Trượng, Thủy Tinh |
| Vũ Tuyên | Trấn |
| Vũ Tuyên | Vũ Tuyên, Đồng Lĩnh, Thông Vãn, Đông Hương, Tam Lý, Nhị Đường, Hoàng Lữu, Lộc Tân, Tư Linh                                                                                               |
| Vũ Tuyên | Hương |
| Vũ Tuyên | Kim Kê |
| Kim Tú | Trấn |
| Kim Tú | Kim Tú, Đồng Mộc, Đầu Bài |
| Kim Tú | Hương |
| Kim Tú | Tam Giác, Trung Lương, La Hương, Trường Động, Đại Chương, Lục Hạng, Tam Giang |
| Hợp Sơn | Trấn |
| Hợp Sơn | Lĩnh Nam, Bắc Tứ, Hà Lý |

### Sùng Tả
| Thành phố cấp địa khu Sùng Tả quản lí 7 đơn vị hành chính cấp huyện, trong đó quản lí trực tiếp 1 quận, 5 huyện và quản lí đại thể 1 thành phố cấp huyện. Các đơn vị hành chính cấp huyện này được chia thành 78 đơn vị hành chính cấp hương, bao gồm 3 nhai đạo, 41 trấn và 34 hương. |                                                                                      |
| Giang Châu | Nhai đạo                                                                             |
| Giang Châu | Thái Bình, Giang Nam, Thạch Cảnh Lâm                                                 |
| Giang Châu | Trấn                                                                                 |
| Giang Châu | Tân Hòa, Lại Thoan, Giang Châu, Tả Châu, Na Long, Đà Lư                              |
| Giang Châu | Hương                                                                                |
| Giang Châu | La Bạch, Bản Lợi                                                                     |
| Phù Tuy | Trấn                                                                                 |
| Phù Tuy | Tân Ninh, Cừ Lê, Liễu Kiều, Đông Môn, Sơn Vu, Trung Đông, Đông La                    |
| Phù Tuy | Hương                                                                                |
| Phù Tuy | Long Đầu, Bát Bồn, Xương Bình                                                        |
| Ninh Minh | Trấn                                                                                 |
| Ninh Minh | Thành Trung, Ái Điếm, Minh Giang, Hải Uyên, Đồng Miên, Na Kham, Đình Lượng           |
| Ninh Minh | Hương                                                                                |
| Ninh Minh | Trại An, Trì Lãng, Đông An, Bản Côn, Bắc Giang, Na Nam                               |
| Long Châu | Trấn                                                                                 |
| Long Châu | Long Châu, Hạ Đống, Thủy Khẩu, Kim Long, Hưởng Thủy                                  |
| Long Châu | Hương                                                                                |
| Long Châu | Bát Giác, Thượng Hàng, Bân Kiều, Thượng Long, Vũ Đức, Trục Bặc, Thượng Kim           |
| Đại Tân | Trấn                                                                                 |
| Đại Tân | Đào Thành, Toàn Mính, Lôi Bình, Thạc Long, Hạ Lôi                                    |
| Đại Tân | Hương                                                                                |
| Đại Tân | Ngũ Sơn, Long Môn, Xương Minh, Phúc Long, Na Lĩnh, Ân Thành, Lãm Vu, Bảo Vu, Kham Vu |
| Thiên Đằng | Trấn                                                                                 |
| Thiên Đằng | Thiên Đẳng, Long Mính, Tiến Kết, Hướng Đô, Đông Bình, Phúc Tân                       |
| Thiên Đằng | Hương                                                                                |
| Thiên Đằng | Đô Khang, Ninh Cán, Đà Kham, Tiến Viễn, Thượng Ánh, Bả Hà, Tiểu Sơn                  |
| Bằng Tường | Trấn                                                                                 |
| Bằng Tường | Bằng Tường, Hữu Nghị, Thượng Thạch, Hạ Thạch                                         |